# Station Robinson
Robinson is een station gelegen in de Franse gemeente Sceaux en het département van Hauts-de-Seine.

## Geschiedenis
Het station werd in 1893 geopend. Robinson was vroeger onderdeel van de oude Ligne de Sceaux

## Het station
Robinson is een eindpunt van RER B. Het station ligt aan tak B4. Robinson is een plaatsnaam met vier gemeentes, waaronder Sceaux, Fontenay-aux-Roses, Châtenay-Malabry en le Plessis-Robinson. Het ligt voor Carte Orange gebruikers in zone 3 en telt drie sporen en twee perrons. Vanaf Robinson rijden alleen treinen in de richting van Mitry - Claye aan tak B5.

## Overstapmogelijkheid
Aan de Sceaux-zijde van het station ligt een busstation
- RATP
  - vijf bussen eindigen hier
  - twee bussen hebben een gedeeltelijk eindpunt op het station
  - één lijn rijdt in één richting langs het station

- Padilien
  - twee buslijnen

- Noctilien
  - twee buslijnen

## Vorig en volgend station
| Richting    | Vorig station | Lijn  | Volgend station    | Richting                                             |
| ----------- | ------------- | ----- | ------------------ | ---------------------------------------------------- |
| Eindpunt B2 | Eindpunt      | RER B | Fontenay-aux-Roses | Aéroport Charles de Gaulle 2 TGV B3 Mitry - Claye B5 |